# Legend of the Lost Tribe
Legend of the Lost Tribe é um telefilme e um especial de natal britânico de 2002 dirigido por Peter Peake. Foi exibido no Reino Unido pela BBC. Nos Estados Unidos foi transmitido pela CBS, que adquiriu os direitos e redublou com sotaque americano. O filme é um spin-off da série "Robbie the Reindeer" que estreou em dezembro de 1999, e rapidamente transformou-se em um sucesso instantâneo, chegando a ganhar 19 prêmios internacionais, incluindo um BAFTA Awards e um Emmy Internacional.

## Sinopse
Robbie The Reindeer deve encontrar uma elusiva tribo Viking, a fim de salvar o Pólo Norte.

## Elenco
- Ardal O'Hanlon	...	Robbie the Reindeer (Voz)
- Jane Horrocks	...	Donner / Arctic Fox (Voz)
- Steve Coogan	...	Blitzen (Voz)
- Paul Whitehouse	...	Prancer (Voz)
- Harry Enfield	...	Old Jingle (Voz)
- Jeff Goldblum	...	White Rabbit (Voz)
- David Attenborough	...	Himself (Voz)
- Ricky Gervais	...	Penguin (Voz)
- Rob Brydon	...	Prison Guard (Voz)
- Jeremy Dyson	...	Viking 4 (Voz)
- Sean Hughes	...	Tapir (Voz)
- Natalie Imbruglia	...	Koala (Voz)
- Mark Gatiss	...	Viking (Voz)
- Steve Pemberton	...	Viking (Voz)
- Reece Shearsmith	...	Viking (Voz)